# Liste der denkmalgeschützten Objekte in Preding
Die Liste der denkmalgeschützten Objekte in Preding enthält die 5 denkmalgeschützten, unbeweglichen Objekte der österreichischen Gemeinde Preding im steirischen Bezirk Deutschlandsberg.

## Denkmäler
| Foto |                 | Denkmal                                                                       | Standort                                          | Beschreibung | Metadaten |
| ---- | --------------- | ----------------------------------------------------------------------------- | ------------------------------------------------- | --- | --- |
| ja   | Datei hochladen | Kath. Pfarrkirche hl. Maria im Dorn HERIS-ID: 7527 Objekt-ID: 3462            | Am Kirchplatz 1 Standort KG: Preding              | Die Kirche ist seit 1355 Pfarrkirche, ihre bestehende Form erhielt sie nach einem Brand beim Türkeneinfall 1532 durch Neubauten 1699 und 1743, bei denen gotische Bauteile weiter verwendet wurden. Nördlich des Chores liegt die Annakapelle aus 1828. Die drei unteren Geschoße des Turmes sind gotisch, das letzte Geschoß barock, mit Turmzwiebel und Laterne. Eine Schrift am Chor weist auf den Bau 1699 und zwei Renovierungen 1914 und 1961 hin, das ebenfalls dort angebrachte Steinrelief weiblicher Heiliger und des hl. Dionysius wird in die Zeit um 1300 datiert. Ein weiteres Relief aus dieser Zeit (Kreuzigungsgruppe) befindet sich über dem Eingang am Westportal. Der Hochaltar und die Seitenaltäre stammen aus dem Rokoko, eine barock überschnitzte, gotische Marienstatue am Hochaltar aus dem 3. Viertel des 15. Jahrhunderts. Anmerkung: Die Kirche liegt auf einem Grundstück der EZ 15 der KG 61049 Preding. | BDA-Hist.: Q27865894 Status: § 2a Stand der BDA-Liste: 2025-06-30 Name: Kath. Pfarrkirche hl. Maria im Dorn GstNr.: .16 Pfarrkirche Preding |
| ja   | Datei hochladen | Pfarrhof HERIS-ID: 7528 Objekt-ID: 3463                                       | Pfarrweg 1 Standort KG: Preding                   | Das Gebäude ist am mit Gitterwerk geschmückten Ostportal mit 1753 datiert. Anmerkung: Der Pfarrhof liegt südlich der Pfarrkirche auf einem Grundstück der EZ 658 KG 61049 Preding, seine frühere Adresse war „Preding 1“. Diese Grundbuchseinlage ist, wie das Grundbuch ausweist, Teil der Pfarrpfründe Preding. Er ist u. A. mit einer Reallast „Vorbetung, Kreuzweg sowie Lesung eines heiligen Amtes gem Wiedmungsurkunde 1926-10-22 für Mathias Gartner-Stiftung“ belastet. | BDA-Hist.: Q37967290 Status: § 2a Stand der BDA-Liste: 2025-06-30 Name: Pfarrhof GstNr.: .46 Pfarrhof Preding                               |
| ja   | Datei hochladen | Marienkapelle HERIS-ID: 7533 Objekt-ID: 3469                                  | Klein Preding Standort KG: Tobis                  | Die Kapelle liegt in der Ortschaft Klein Preding. Anmerkung: Das Kapellengebäude befindet sich auf einem Grundstück der KG 61062 Tobis, dieses Grundstück wird jedoch in der Grundbuchseinlage EZ 498 KG 61049 Preding geführt. Eigentümer ist die Marktgemeinde Preding. | BDA-Hist.: Q37967583 Status: § 2a Stand der BDA-Liste: 2025-06-30 Name: Marienkapelle GstNr.: .98/3 Marienkapelle Tobis, Preding            |
| ja   | Datei hochladen | Figurengruppe Hl. Maria mit Jesus und Johannes HERIS-ID: 7532 Objekt-ID: 3468 | nordwestlich Schloss Hornegg 1 Standort KG: Tobis | Im Schlosspark nördlich des Schlosses Hornegg befindet sich eine Statue der hl. Maria mit dem Jesuskind und dem Johannesknaben, die von Veit Königer aus dem 3. Viertel des 18. Jahrhunderts stammt. Anmerkung: Das Bildnis steht auf einem Grundstück der EZ 427 KG 61062 Tobis. | BDA-Hist.: Q37967492 Status: Bescheid Stand der BDA-Liste: 2025-06-30 Name: Figurengruppe Hl. Maria mit Jesus und Johannes GstNr.: 922/2    |
| ja   | Datei hochladen | Schloss Hornegg HERIS-ID: 7529 Objekt-ID: 3465                                | Schloss Hornegg 1 Standort KG: Tobis              | Das Schloss war seit 1230 im Besitz der Hornecker, eines Salzburger Ministerialengeschlechts. Das Gebiet des Schlosses gehörte damals zum Erzbistum Salzburg, später lag es im Salzburger Suffraganbistum Lavant. Der steirische Chronist Ottokar von Horneck wird mit dem Anwesen in Verbindung gebracht, stammt aber nicht von hier. Von 1373 bis 1603 war das Schloss im Besitz der Familie Saurau, von 1620 bis 1785 gehörte es zum Stift Stainz. Es handelt sich um einen dreigeschoßigen Vierflügelbau mit Hofarkaden, der im Kern auf das 16. Jahrhundert zurückgeht. Im 18. und 19. Jahrhundert war er Verwaltungssitz (Sitz eines Werbbezirkes) für das umgebende Gebiet. 1805 wurde dieser Bezirk (Gebiete des unteren Stainztales und Orte im Laßnitztal) vom Marburger Kreis in den Grazer Kreis übernommen. Im 18. Jahrhundert war das Schloss durch einen Burgfried privilegiert. 1809 wurde es durch französische Truppen beschädigt. Nach 1875 wurde der Bau tiefgreifend umgestaltet. Der achtseitige Nordturm wurde mit Turmhaube und Laterne ausgestattet, die späteren häufigen Besitzerwechsel waren mit ein Grund, dass die Anlage nicht mehr grundlegend renoviert wurde. Anmerkung: Der Bau liegt auf Grundstücken der EZ 470 KG 61062 Tobis. Wegen des ähnlich klingenden Namens sind Verwechslungen mit dem in der Nähe, östlich von Groß St. Florian, liegenden Schloss Dornegg möglich. | BDA-Hist.: Q37967338 Status: Bescheid Stand der BDA-Liste: 2025-06-30 Name: Schloss Hornegg GstNr.: .1/1, 922/3, 918/9 Schloss Hornegg      |

## Ehemalige Denkmäler
| Foto |                 | Denkmal                                                                              | Standort                                | Beschreibung | Metadaten |
| ---- | --------------- | ------------------------------------------------------------------------------------ | --------------------------------------- | --- | --- |
| ja   | Datei hochladen | Römerzeitliche Siedlung Laßnitztal – Preding HERIS-ID: 12953 Objekt-ID: 9119bis 2022 | Laßnitztal Preding Standort KG: Preding | Die ehemals als denkmalgeschützt ausgewiesene Fundstelle lag unterhalb der Erdoberfläche auf landwirtschaftlich genutzten Flächen (Wiesen und Maisfelder), es waren keine Reste erkennbar. Das ehemals ausdrücklich denkmalgeschützte Gebiet wird aber auch weiterhin mit der Bezeichnung Fundzone bei der Pöllmühle als Fundstelle ausgewiesen, als Fundart sind Siedlung?, Streufund genannt, als Datierung Urzeit; Neolithikum; Römerzeit; Kaiserzeit; Datierung unbekannt. Anmerkung: Die denkmalgeschützte Fundstelle befand sich in Feldern auf Privatgrund im Südosten des Ortes Preding, ca. 250 m südöstlich der Kreuzung der L 303 Predingerstraße mit der L 617 Mettersdorferstraße und der L 601 Schröttenstraße auf einem Grundstück der EZ 7 KG 61049 Preding. | BDA-Hist.: Q38149835 Status: Bescheid Stand der BDA-Liste: 2022-07-01 Name: Römerzeitliche Siedlung Laßnitztal – Preding GstNr.: 118 |